# Iglesia de la Encarnación (Atarfe)
La Iglesia de la Encarnación es un templo cristiano de la localidad española de Atarfe, en la provincia de Granada.

## Historia
Fue erigida en iglesia por la bula de la Iglesia Metropolitana de Granada emitida en 1501, y levantada sobre la mezquita Xini. 
Entre 1617 y 1623, y 1642 se amplió con dos naves laterales según trazas de Ambrosio de Vico.

## Descripción
Es de estilo mudéjar, de planta rectangular con tres naves desiguales y siete altares. La nave central está cubierta por un rico artesonado mudéjar de lacería, realizado por Antonio Bermúdez y Cristóbal Calvo, de la escuela granadina del siglo XVII. El altar mayor posee un tabernáculo de piedra jaspeada, que data de 1818. Entre los retablos existentes, se conserva íntegro el de la Virgen del Rosario del siglo XVIII. También es destacable el del Sagrario que se encuentra en el altar del Corazón de Jesús, de estilo barroco. Otras de las joyas artísticas de la iglesia de Atarfe son sus relieves, esculturas e imaginería y las pinturas de caballete denominadas "serie apostolado", conformada por doce cuadros de la escuela barroca granadina. Su torre posee tres cuerpos, el último de ellos es el campanario.